# Sandoricum koetjape
Сантол (Sandoricum koetjape) — плодове дерево, рослина родини Малієві (Meliaceae), росте в Південно-Східній Азії. Саме дерево та його плоди мають різні назви на різних мовах, наприклад, гратон (กระท้อน) в Таїланді, компем річ у кхмерів, тонг в Лаосі, донка у сингалів, дикий мангостин в англійській і несправжній мангостин у французькій.

## Опис

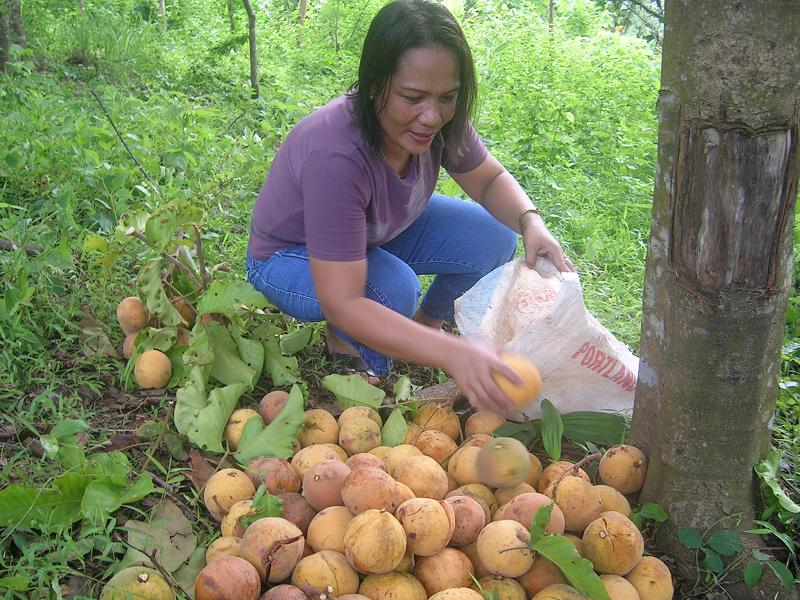
Збір зірваних плодів у підніжжя сантола (Zamboanga del Sur, Мінданао, Філіппіни). Фото від Riza.

Сантол — вічнозелене швидковиростаюче дерево висотою 15-45 м. Складне листя має три еліптичних гладеньких листка — тупих біля основи і загострених на кінчику. Квіти зеленуваті або жовтуваті з 5 пелюстками зібрані у суцвіття 15-30 см довжини. Фрукт круглий чи овальний. Його колір варіюється залежно від сорту.
Плід сферичний, 4-7,5 см діаметром. Існують два види сантолових плодів, раніше вважалися різними видами — з жовтуватою і червоною оксамитовою шкіркою, що містить латекс. Шкірка плоду може бути товстою (червонясті сорти) та тонкою (жовті сорти). Всередині плоду густий білий сік, солодкий у жовтих сортів і кислий у червоних, а також 3-5 великих коричневих неїстівних насінини.

## Поширення
Батьківщина сантола — В'єтнам, Камбоджа, Південний Лаос і Малайський півострів. Звідти він поширився в Індію, Індонезію, на Філіппіни і Маврикій. Сантол широко культивується в цих країнах і дає добрі врожаї.
Рослина не переносить холодів, тому поширена виключно у тропіках. Погано приживається у Америці. Є поодинокі популяції у Флориді та Центральній Америці.

## Використання
Плоди сантола їстівні в необробленому вигляді. З нього також виготовляються джем і, желе, мармелад і алкогольні напої. Перезрілі плоди використовують для бродіння рисового сусла у виготовленні саморобного алкогольного напою. Насіння сантола неїстівне, його вживання може призводити до кишкових розладів. Якщо смоктати насіння рослини — воно буде смакувати. З цього походить народна назва рослини «льодяникове дерево».

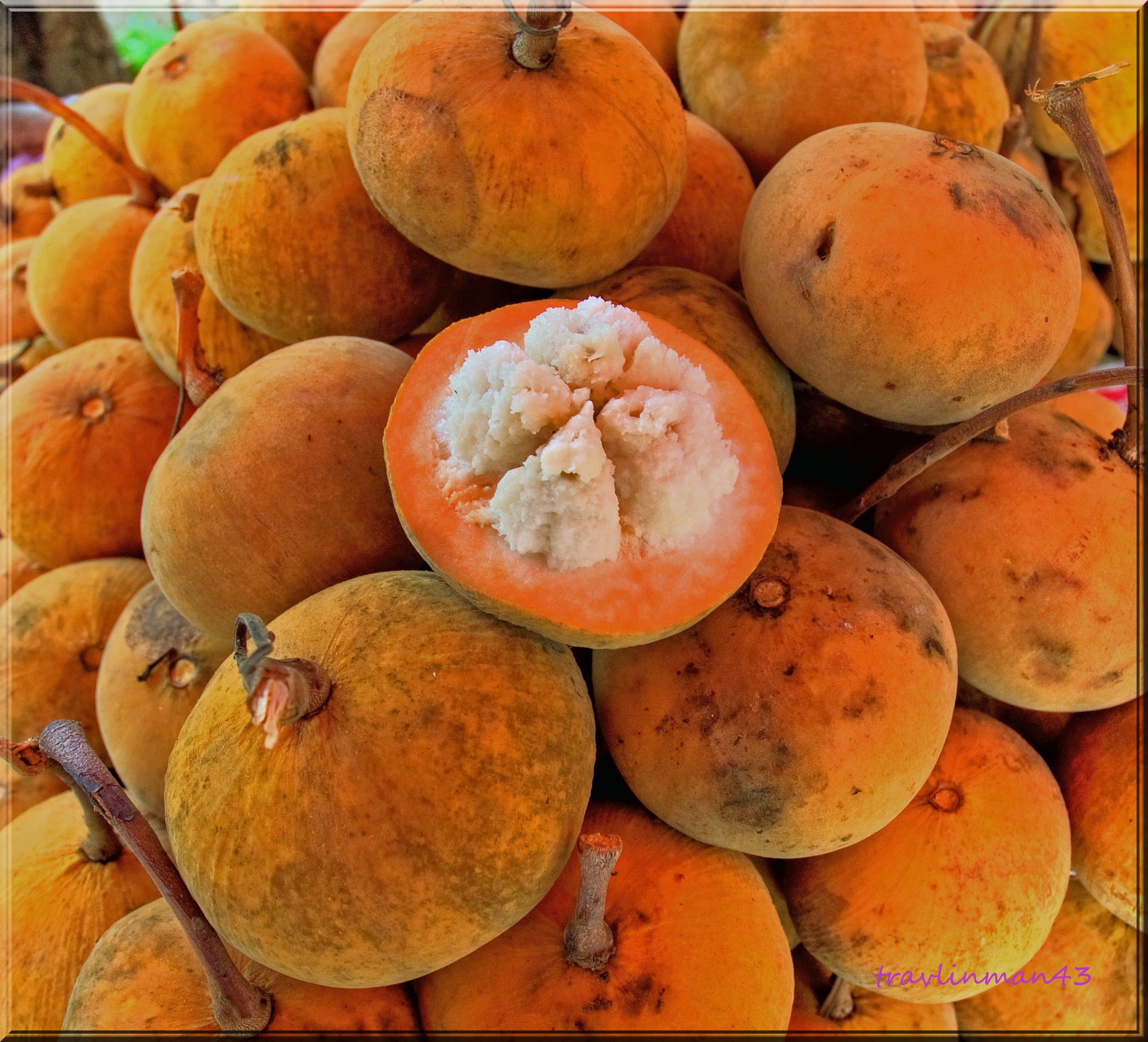
Розрізаний фрукт сантолу

Деревина сантола проста в обробці і поліровці.
Листя й кора використовуються в медицині для приготування припарок, деякі частини листя мають протизапальну дію. Також в експериментах було виявлено, що екстракти із стебла сантола мають протираковий ефект. Екстракт із насіння сантола володіє інсектицидними властивостями.